# Паскаль, Жан-Луи
Жан-Луи Паскаль (фр. Jean-Louis Pascal; 4 июня 1837, Париж — 16 мая 1920, Париж) — французский архитектор академического направления.
Родившийся в Париже, Паскаль обучался в Школе изящных искусств у Эмиля Жильбера и Шарля-Огюста Кестеля. В 1866 году он выиграл Римскую премию по архитектуре, что позволило ему с 1867 по 1870 год жить и работать в Риме во Французской академии на вилле Медичи.
После непродолжительной службы во время франко-прусской войны 1870—1871 годов он вернулся в Париж, чтобы помочь Эктору Лефюэлю в восстановлении Лувра, и сменил Кестеля на посту главы его старого ателье.
В 1875 году после смерти предыдущего архитектора Анри Лабруста Паскаль был назначен главным архитектором Национальной библиотеки Франции. Паскаль завершил долгий проект возведения нового здания библиотеки, создав Овальный зал, Салон Вольтера, зал журналов и парадную лестницу. Реализация этого проекта стала его главным архитектурным достижением. Среди других проектов Паскаля — множество памятников и мемориалов по всей Франции, студия французского живописца Вильяма-Адольфа Бугро на улице Нотр-Дам-де-Шам, 75, Париж (1868) и надгробный памятник историку Жюлю Мишле на кладбище Пер-Лашез.
В 1914 году Паскаль был награждён золотой медалью Американского института архитекторов (AIA; четвёртая награда из когда-либо присуждённых) и золотой медалью Королевского института британских архитекторов. Возведён в звание офицера ордена Академических пальм и командора ордена Почётного легиона.
Жан-Луи Паскаль преподавал архитектуру в Школе изящных искусств в Париже, пользовался авторитетом в кругах академического художественного образования. Среди его многочисленных учеников, в том числе иностранных студентов, были: Поль Филипп Кре, Констан-Дезире Депрадель, сэр Джон Джеймс Бернет, Гай Лоуэлл, Уильям Сазерленд Максвелл, Эрнест Кормье, Анри Поль Нено, Анри Соваж, Чарльз Мьюэс, Эжен Бурдон, Арнольд Хигер и другие.

## Галерея

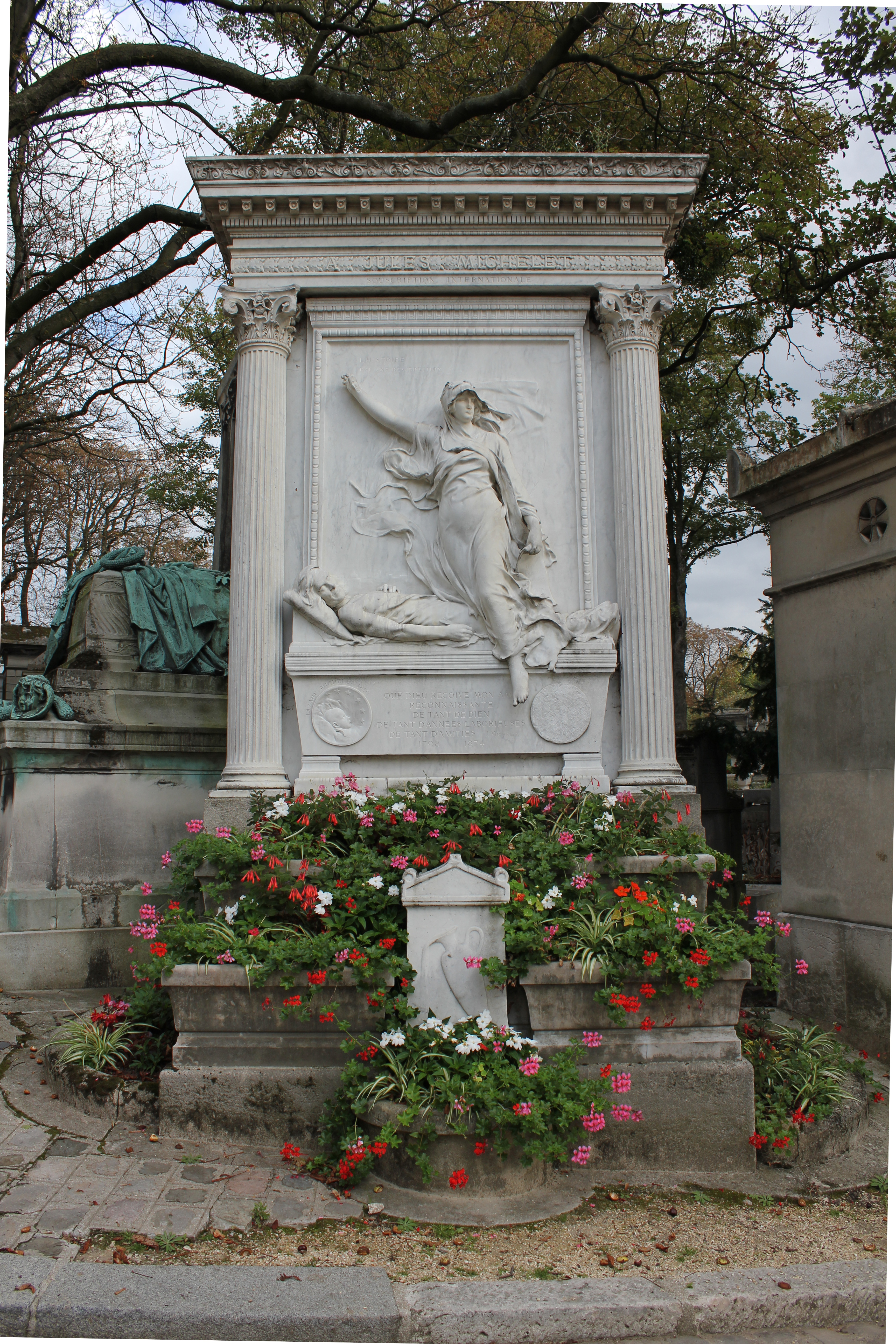
Монумент Жюлю Мишле на кладбище Пер-Лашез. 1874
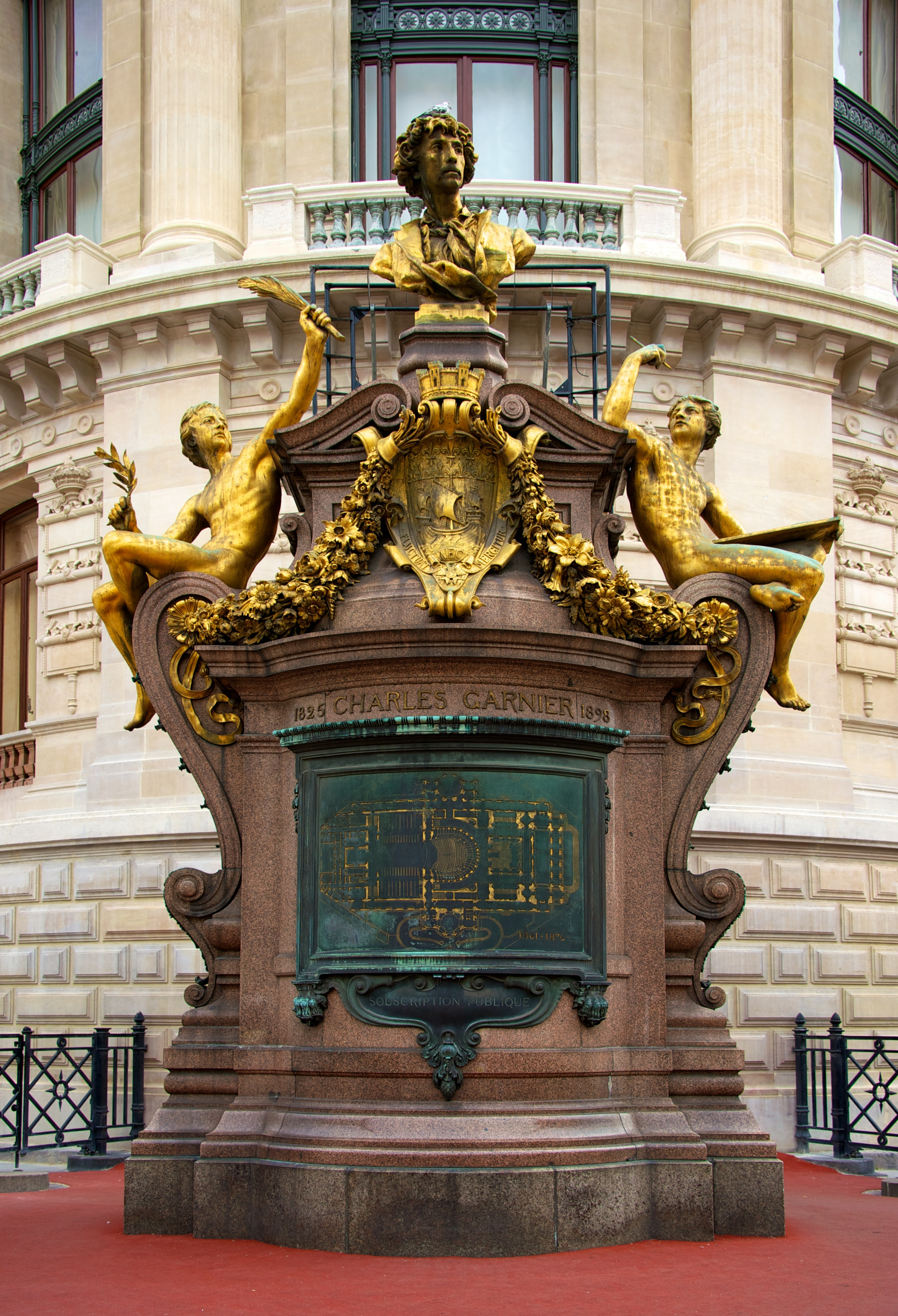
Mонумент архитектору Шарлю Гарнье у здания парижской Оперы. Скульптор Г.-Ж. Тома. 1902
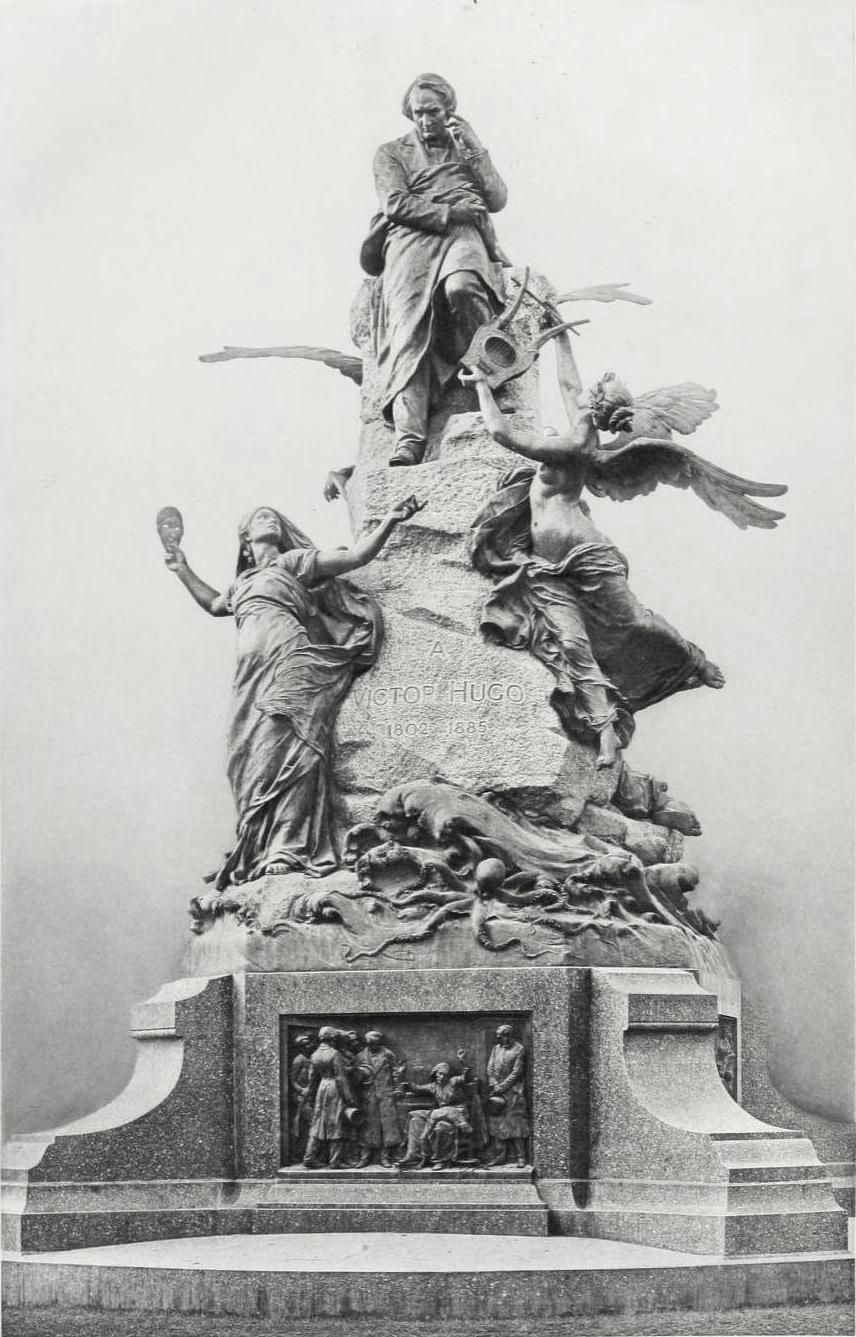
Moнумент Виктору Гюго. Скульптор Л.-Э. Барриа. 1902
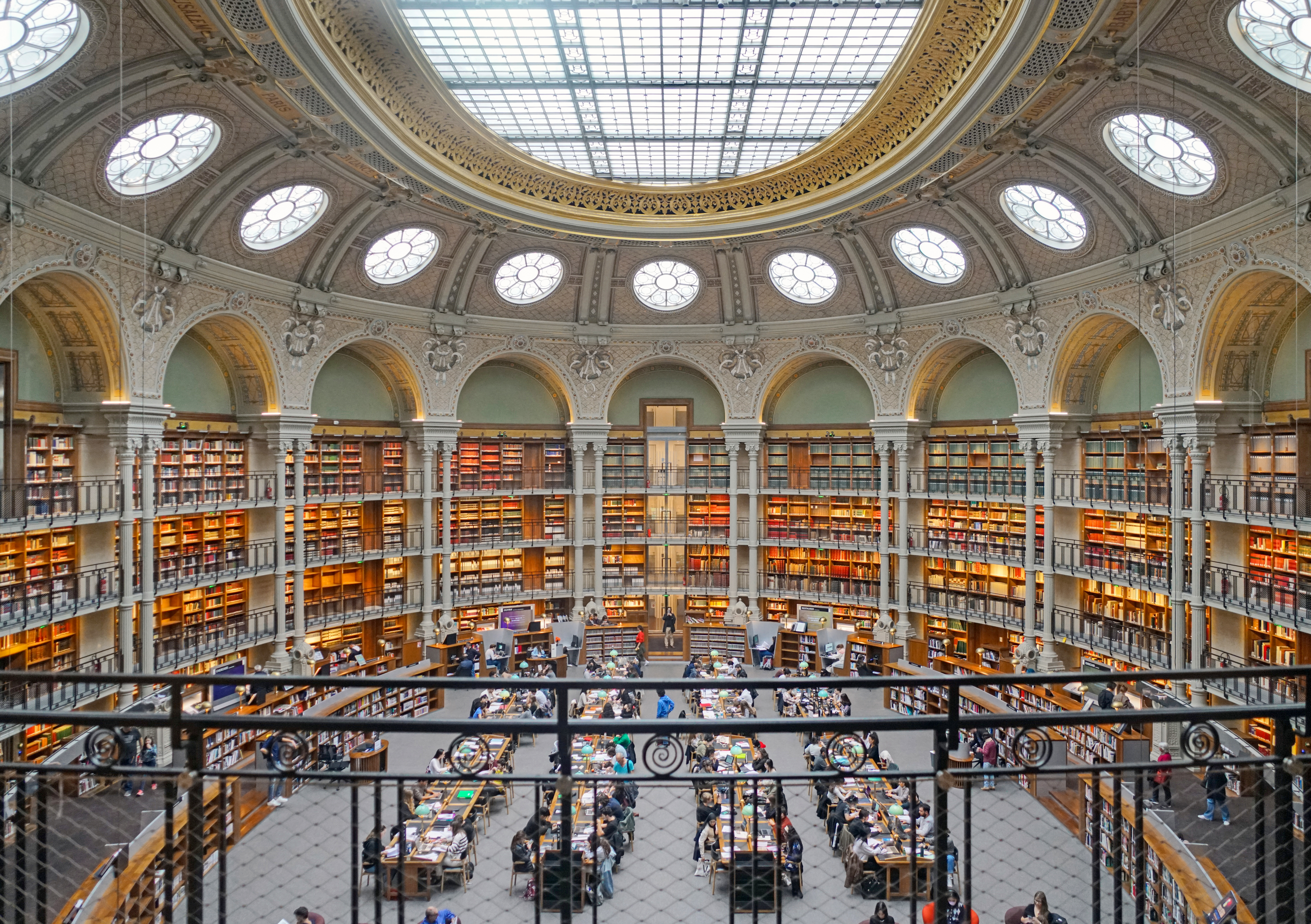
Национальная библиотека Франции. Овальный зал. 1875—1912
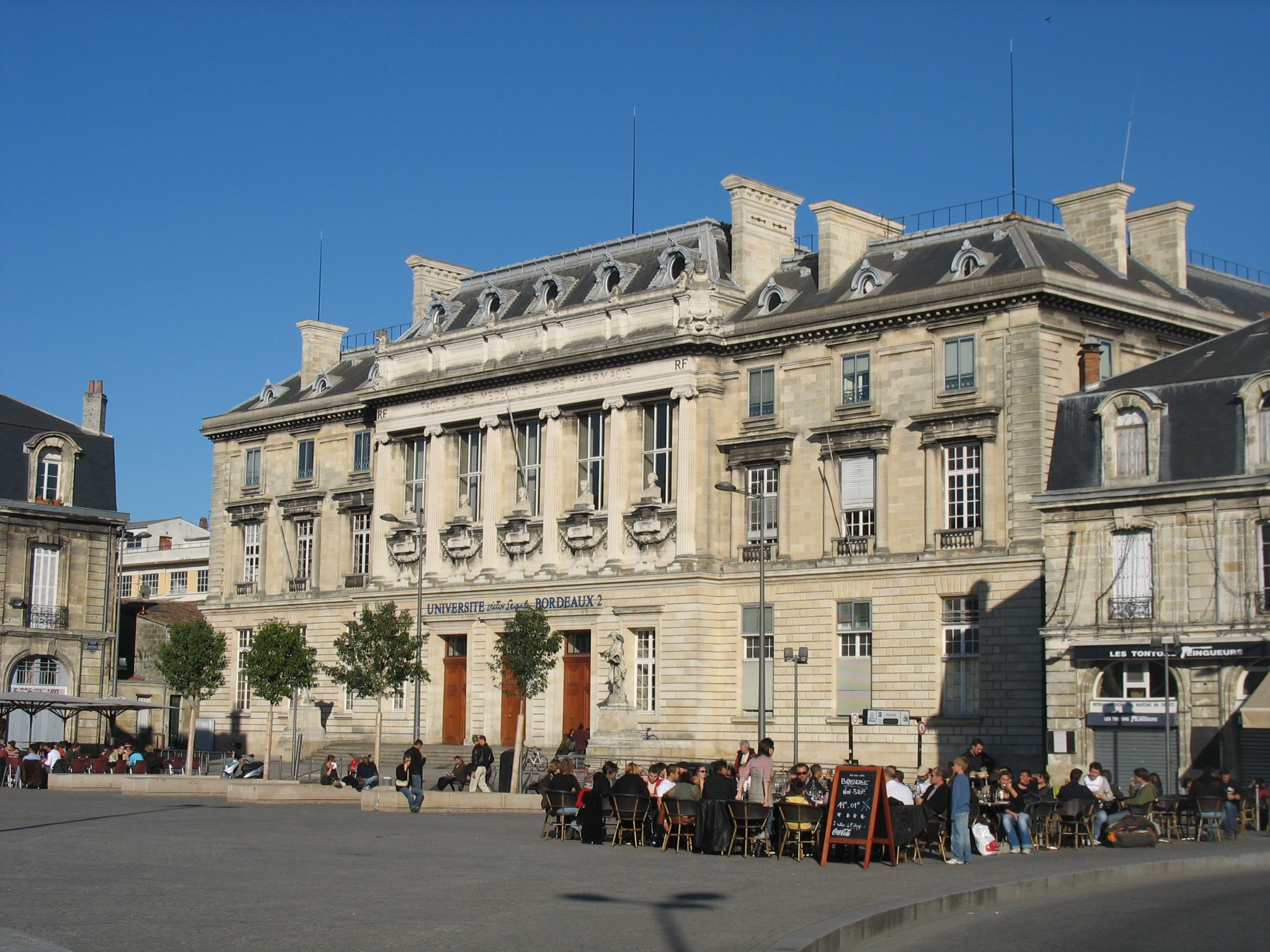
Здание медицинского факультета Университета в Бордо. 1876—1888 и 1902—1922